# راین (آریزونا)
راین (به انگلیسی: Ryan) یک منطقهٔ مسکونی در ایالات متحده آمریکا است که در آریزونا واقع شده‌است. راین ۱٬۹۴۱ متر بالاتر از سطح دریا واقع شده‌است.